# Макс Планк
Макс Карл Ернст Лудвиг Планк (на немски: Max Karl Ernst Ludwig Planck) е известен германски физик теоретик, считан за баща на квантовата механика и един от най-видните физици на XX век. Той е директор на Института за теоретична физика в Берлин и член на Берлинската академия на науките, както и на редица чуждестранни научни дружества и академии на науката. През 1900 г. Макс Планк извежда закона за излъчване на абсолютно черно тяло и въвежда константа, която днес е известна като константата на Планк. През 1918 г. получава Нобелова награда за физика за откриването на закона за квантуване на енергията (връчена му е през 1919).
Научните трудове на Планк са посветени на термодинамиката, теорията за топлинното излъчване, квантовата теория, специалната теория на относителността и оптиката. Той формулира втория закон на термодинамиката под формата на увеличение на ентропията и го използва за решаване на различни проблеми на физическата химия. Планк извежда закона за разпределение на енергията в спектъра на абсолютно черно тяло и обосновава закона чрез въвеждане на концепцията на кванти. Това постижение поставя началото на развитието на квантовата физика, статистическата механика и други. Той също така работи над исторически, методологически и философски аспекти на науката.

## Биография

### Произход и детство (1858 – 1878)
Макс Планк е роден на 23 април 1858 година в Кил, Германия. Произхожда от семейство на потомствени интелектуалци с традиции. Неговите дядо и прадядо по бащина линия са професори по теология в университета в Гьотинген, а баща му е професор по право в университетите в Кил и Мюнхен. Братът на баща му, неговият чичо, е съдия.
Родителите на Планк са Йохан Юлиус Вилхелм Планк и неговата втора жена Ема Патциг. Той е кръстен с името Карл Ернст Лудвиг Маркс Планк; Маркс е съкращение от Маркус, но може би това име е грешка в регистъра и истинското име е Макс, което всъщност идва от Максимилиан. При всички положения, самият Макс от 10-годишна възраст до края на живота си се подписва с името Макс (както е видно от документа вляво).
Той е шестото дете в семейството, но баща му има и други две деца от първия си брак. Едни от най-ранните му спомени са тези за маршируващи австрийски и пруски войски по време на германо-датската война през 1864 г. През 1867 г. семейството се мести в Мюнхен, където Планк завършва гимназия рано, на 17 години. След като завършва през 1874 година, той има намерение да следва класическа филология, но също така проявява изключителен музикален талант и свири на няколко инструмента – пиано, орган и чело, и композира опери. Любовта му към музиката го съпътства цял живот, често свири дует с Алберт Айнщайн: той на пианото, Алберт – на цигулката. В крайна сметка се отдава на физиката, защото иска да знае какво става вътре в материята.

### Следване и първи стъпки в научната кариера (1878 – 1888)
През 1874 г. постъпва в Мюнхенския университет. Изучава математика и физика първо в Мюнхен, а след това и в Берлин. Професорът му по физика в Мюнхен го съветва да не се посвещава на физиката, защото по неговите думи „почти всичко в тази наука вече е открито“, на което Планк отговаря, че той не иска да открива нови неща, а да разбере съществуващите из основи. През 1877 година заминава за Хумболтовия университет на Берлин, където в продължение на година учи под ръководството на физиците Херман фон Хелмхолц и Густав Кирхоф и математикът Карл Вайерщрас. Той не харесва техните лекции обаче, намира ги за скучни и монотонни и практически започва самостоятелна програма. През 1878 година защитава дисертация на тема „За втората теорема от теорията на топлината“ („Über den zweiten Hauptsatz der mechanischen Wärmetheorie“). През октомври същата година се хабилитира с дипломна работа по „Равновесни състояния на изотропни тела при различни температури“ („Gleichgewichtszustände isotroper Körper in verschiedenen Temperaturen“). След защитата става лектор без заплащане в Мюнхен докато чака да се открие академична позиция. През свободното си време се занимава с музика и развива още една своя страст – алпинизма, в Баварските Алпи. Това увлечение остава с него до края на живота му.
През 1885 година се открива място в университета в Кил и Планк става асистент по теоретична физика в родния си град. Четири години по-късно той е назначен на мястото на Кирхоф в университета в Берлин и през 1892 година става професор. През 1907 година му е предложена позицията на Лудвиг Болцман във Виена, но той отказва и остава в Берлин. Когато се пенсионира през 1926 година, неговото място е заето от Ервин Шрьодингер.

### Професор в Берлин (1889 – 1944)

#### Първи години
През октомври 1887 г., след смъртта на Кирхоф, се освобождава катедрата по теоретична физика на Берлинския университет. Първите двама претенденти за правото да заемат тази длъжност – Лудвиг Болцман и Хайнрих Херц – отказват, като предпочитат Мюнхен и Бон, съответно. Тогава Хелмхолц предлага кандидатурата на Планк, който получава от колегите си висока оценка като учен, учител и човек. Младият физик поема задълженията си в Берлин през януари 1889 г. През първите три години той остава екстраординарен професор, докато през 1892 г. в университета е създадена позиция за ординарен професор по теоретична физика. В същото време оглавява новосъздадения Институт по теоретична физика в университета. Работата в Берлин му позволява да работи в тясно сътрудничество с Хелмхолц, Август Кунд и други известни физици, но като теоретик Планк е по същество в изолирана позиция и първоначално му струва големи усилия да установи контакт с колеги по експериментална физика. През 1894 г., по предложение на Хелмхолц и Кунд, той е избран за пълноправен член на Пруската академия на науките.
Планк взима активно участие в университетския живот, в работата на различни комисии и използва все по-нарастващата си власт да защитава колегите си и науката като цяло. Така той настоява за назначаването на Емил Варбург за наследник на Август Кундт, който почива през 1894 г., макар че пруското министерство на образованието се опита да пренебрегне препоръката на факултета в полза на тази кандидатура (вероятно поради еврейския произход на Варбург). През 1895 г. Планк е член на комисията, която по искане на министерството разследва дейността на физика Лео Аронс, който има социалистически позиции и подкрепя финансово социалдемократическата партия на Германия. През 1897 г., в отговор на специално искане, Планк се противопоставя на принципната забрана за университетско образование на жени. Той самият позволява на няколко жени да присъстват на лекциите му. По-късно той кани Лиза Майтнер, бивша студентка на Болцман от Виена, а през 1912 г. я назначава за свой асистент и тя става един от най-близките приятели на Планк. В началото Планк продължава да обръща много внимание на музиката и в един момент дори дава курсове по музикална теория.
От 1895 г. задълженията на Планк включват редактиране на списание Annalen der Physik, в което ученият е отговорен за статии по теоретични въпроси. Работейки на този пост, той се стреми да разграничи физиката от математиката и философията, което допринася за формирането на нова за тези времена дисциплина – теоретична физика. На 23 март 1911 г. Планк е избран за постоянен секретар на Пруската академия на науките, тоест за един от четирите лидери на тази институция. През следващите няколко години той използва позицията си, за да покани в Берлин и да избере Алберт Айнщайн като член на Академията, чиято работа е високо оценена. В допълнение, Планк служи като ректор на университета в Берлин за 1913/1914 академична година, а също така три пъти е избиран за президент на Германското физическо общество. Участва в създаването на Обществото на кайзер Вилхелм, основано през 1911 г. с указ на император Вилхелм II.

#### Научна кариера и квантова хипотеза
През 1894 Планк започва да работи над проблема на абсолютното черно тяло. Над този проблем работи още Кирхоф през 1859 г.: каква е зависимостта на интензитета на излъчването на абсолютно черно тяло от честотата (цвета) и температурата. Експерименталните данни не съвпадат с теорията, предложена от няколко специалисти. Вилхелм Вин предлага формула, която добре обяснява поведението при високи честоти, но е невалидна при ниските. Формулата на Релей от друга страна прави точно обратното и създава така наречената ултравиолетова катастрофа.
За първи път Планк предлага нов закон през 1899 година, но се оказва, че той не се потвърждава от експеримента, както и другите закони преди него. Той ревизира пресмятанията и само година по-късно, на 19 октомври 1900 излиза със Закона на Планк за излъчването на абсолютно черно тяло. Този първи вариант не взима предвид квантуването на енергията и не употребява статистическа механика. През ноември същата година той още веднъж ревизира формулата и включва статистическата интерпретация на Болцман на втория закон на термодинамиката. Централната идея и предположение при извеждането на този закон е, че енергията е квантувана:
 където h е константата на Планк.
Днес това предположение се разглежда като рождена дата на квантовата механика и е най-голямото достижение в неговата научна кариера. Самият Планк признава, че не е напълно разбираемо значението на въвеждането на тази константа. Тези предположения са развити по-нататък от Алберт Айнщайн във връзка с фотоелектричния ефект. Според Томас Кун поради този факт заслугата трябва да се приписва на Айнщайн. Това може би е така, но все пак не променя факта, че Планк прави много важно и фундаментално откритие. Междувременно, благодарение на работата на Алберт Айнщайн, Паул Еренфест и други учени, теорията за квантите придобива все по-голямо признание в научната общност. Доказателство за това е свикването през есента на 1911 г. на първата Солвеевска конференция, посветена на темата „излъчване и кванти“. Тази представителна конференция поставя квантовата теория на излъчването в центъра на вниманието на научния свят, въпреки че проблемите и противоречията, с които се сблъсква, остават нерешени. След появата през 1913 г. на работата на Нилс Бор, който свързва хипотезата за квантите с проблема за структурата на атома, започва етапът на бързо развитие на квантовата физика. Признанието за заслугата на Планк е връчването на Нобеловата награда за физика за 1918 г. с фразата „като признание за услугите, които той предоставя на физиката с откритието на енергийните кванти“. На 2 юли 1920 г. ученият изнася Нобелова лекция в Стокхолм „Появата и постепенното развитие на теорията за кванта“.
На базата на константата, въведена от Макс Планк и някои други фундаментални такива, той разработва нова система от мерни единици, наречена на негово име – Единици на Планк.

#### Първа световна война
Подобно на много от колегите си, Планк, възпитан в духа на пруския патриотизъм, с ентусиазъм приема началото на Първата световна война. В публичните си речи той приветства войната, целяща според него да защитава справедливите изисквания и жизненоважни ценности на германската нация и призовава младите хора да се присъединят към армията като доброволци. Той вижда във войната начин да преодолее всички различия и да обедини нацията в едно цяло. Планк подписва Манифеста на 93 интелектуалци, публикуван през октомври 1914 г., който оправдава влизането на Германия във войната. По-късно той съжалява за това. Смекчаването на позицията на учения се дължи до голяма степен на комуникацията с Хендрик Лоренц, който поради неговата принадлежност към неутрална държава има възможност да предаде на Планк гледната точка на противоположната страна. Холандският физик представя доказателства, че престъпленията на германските сили в Белгия са не само плод на клевета и вражеска пропаганда. Още през пролетта на 1915 г. Планк говори срещу нарастващата омраза между нациите и за възстановяване на бившите международни отношения, а в началото на 1916 г. предава чрез Лоренц отворено писмо до колеги от страните от Антантата, в което обявява манифеста на 93-мата като резултат на патриотизма, отказва да защитава всички действия на германските военни по време на войната и пише, че има области на интелектуален и морален живот, които са извън борбата на нациите и в които е възможно плодотворно сътрудничество между гражданите на различни страни. Планк полага много усилия за предотвратяване на „чистките“ в Пруската академия на науките, като предотвратява изгонването на чуждестранни членове и избягването на пълно скъсване на отношенията с научните общества на вражеските страни.
Лауе и Айнщайн отбелязват наивността на Планк за политиката през войната. Поражението във войната и последвалото падане на монархията наврежда на патриотичните чувства на Планк. Дори четири години по-късно, в едно от изказванията си, той изразява съжаление, че императорската фамилия е загубила своя трон. В същото време той разбира, че абдикацията на императора е едно от условията за провеждане на необходимите реформи и запазване на германската държава като такава. Войната донася на учения и лична трагедия: през май 1916 г. най-големият му син Карл умира близо до Вердюн. За Планк това събитие е причина да преоцени отношението си към сина си, който не може да си намери място в живота и не оправдава надеждите, възлагани на него от баща му. Ученият пише горчиво за това: „Без война никога не бих познал неговата стойност и сега, когато я знам, трябва да го загубя.“ През 1917 г. дъщерята на Планк, Грета, която е омъжена за професор Хайделберг Фердинанд Фелинг, умира седмица след раждането. Нейната сестра-близначка Ема, която се грижи за детето, през януари 1919 г. също става съпруга на Фелинг, но в края на годината я постига съдбата на сестра ѝ: тя също умира при раждане. Осиротелите внучки, кръстени на майките си, отчасти са отгледани в къщата на дядо си. По-малкият син на Планк, Ервин, който също служи на фронта, посрещна края на войната във френски плен.

#### Ваймарска република
Планк изиграва важна роля в следвоенната реорганизация на германската наука в контекста на икономически спад и намаляване на финансирането на научните изследвания. Той става един от инициаторите на създаването на Асоциацията за спешна помощ на германската наука, създадена за набиране на средства от различни източници, и впоследствие активно участва в разпределението на средствата от различни комисии на тази организация. Планк, от 1916 г., бивш сенатор на обществото на кайзер Вилхелм, участва в общото управление на обществото, чиито институции в новите условия са принудени да се съсредоточат върху приложни разработки, важни за възстановяването на немската индустрия. Ученият заема критична позиция по отношение на тази нова политика, настоявайки да не се забравя важността на фундаменталните изследвания. През юли 1930 г. е избран за председател на Дружеството. Ученият прекарва много време в общуване с политици, бизнесмени, банкери, журналисти и говорейки в медиите. Що се отнася до политическите му възгледи, в новите условия на парламентарната република Планк започва да подкрепя умерено дясната Германска народна партия, която представлява интересите на индустриалците. Въпреки че не одобрява много нововъведения и смята „универсалното право на глас (на двадесет години!) за фундаментална грешка“, той не вижда смисъл да се противопоставя на новата държава и не вижда възможност да върне всичко обратно.
Освен икономическия хаос, позицията на науката в следвоенна Германия се усложнява от международната изолация, която до голяма степен се свързва с националистическата позиция на германските учени през войните и която постепенно започва да се преодолява. Ситуацията се утежнява от тежките ограничения, наложени на Германия от резултатите от мирния договор, които не допринасят за инициативата на учените; Планк и повечето от колегите му смятат, че официалното признаване на собствената му грешка е невъзможно при такива условия, тъй като това може да се счита за проява на малодушие и егоизъм. Към средата на 20-те години на XX в. напрежението започва да намалява, а през 1926 г. след като Германия е приета в Лигата на народите, германските и австрийските учени са поканени да се присъединят към Международния съвет за научни изследвания (предшественик на Международния съвет за наука). Планк, който разбира значението на международното научно сътрудничество, допринася за възстановяването на разкъсаните от войната връзки и установяването на нови контакти по време на пътуванията си. В тази дейност се опитва да се придържа към принципа за ненамеса на политиката в делата на науката и предпочита неформални или чисто научни контакти и срещи, организирани от държавни или други политически организации. По-специално, въпреки хладното отношение на правителството и неговата партия, той присъства като представител на тържествата на Пруската академия на науките по случай 200-годишнината на Руската академия на науките, проведена през септември 1925 г. в Ленинград и Москва.
Планк връчва ръководството на Института за теоретична физика на Макс фон Лауе през 1921 г., а през есента на 1926 г., след достигане на възрастовата граница, той напуска поста на професор в Берлинския университет. Наследен от Ервин Шрьодингер, чиято работа Планк следва с голям интерес. Въпреки това, след оставката на учения, който получава титлата почетен професор, все още активно участва в научния живот на университета, работата на приемните и сертификационни комисии, в продължение на няколко години чете лекции; той също е остава секретар на Пруската академия на науките. През 30-те години Планк успява да посвети повече време на лекции по общи научни и философски проблеми. Неговите лекции се провеждат не само в различни университети на Германия, но и в Холандия, Англия, Швейцария, Швеция, Финландия. Ученият стриктно се придържа към определена рутина в живота, според която работата се редува с почивка. Винаги използва почивката си, за да си почива добре, да пътува, да ходи на алпинизъм и да прекарва време в имота си. Поради тази причина той успява да поддържа добро здраве до дълбока старост.

#### Период на нацизъм и Втората световна война
Когато нацистите идват на власт през 1933 година, Планк е вече на 74 години. Той е свидетел на преследване на много от неговите приятели евреи, които биват изселвани или уволнявани, унижавани, а някои успяват да имигрират. Много германски учени първоначално смятат, че политиката на новия режим е временна и че негативните тенденции ще изчезнат с времето, така че тактиката на Планк и други е да защитават науката и да избягват всякаква критика към режима. Първият приоритет за Планк и неговите колеги, които остават в Германия, е запазването на науката в новите условия, защитавайки я от окончателно унищожаване. Той помага да се запази ефективността на институциите на Дружеството, помага на уволнените служители да си намерят нова работа или да заминат в чужбина. Придържайки се към тази тактика на личен контакт, по време на среща с Адолф Хитлер през май 1933 г. Планк се опитва да се застъпи за своя еврейски колега Фриц Хабер, известен химик, но фюрерът дори не иска да говори на тази тема. След като претърпява поражение, Планк не се противопоставя открито на нацисткия режим и се опитва доколкото може да поддържа мирни отношения с него. Така че той не се съгласява с позицията на Айнщайн, който публично заявява своето отхвърляне на нацизма. Въпреки това, желаейки да смекчи ситуацията, Планк прави изявление, в което припомня значението на работата на Айнщайн за развитието на физиката, но изразява съжаление, че „Айнщайн е направил невъзможно собственото си политическо присъствие в академията“.
Ото Хан моли Планк да събере видни германски учени, които да се противопоставят на това третиране на учените евреи, но Планк отказва с аргумента, че противниците им могат да съберат много повече хора и това може да доведе до загуба на позициите им и те да бъдат сменени с верни на Хитлер хора. Под ръководството на Макс Планк институтът „Кайзер Вилхелм“ успява да избегне конфликт с нацисткия режим с изключение на Фриц Хабер. На следващата, 1934 година, последният умира в изгнание. Планк действа като организатор за почитане на паметта на Хабер. Ученият си позволява да критикува режима само косвено, засягайки някои съвременни проблеми в речите си по философски и исторически теми. Айнщайн не прощава на Планк отказа му да говори публично срещу несправедливостите (кореспонденцията им спря през 1933 г.) и дори Лауе критикува учителя си, че не показва повече „упоритост“. Въпреки това Планк е обявен като проводник на вредни идеи несъвместими с „арийската физика“. Мандатът на Планк като президент на института изтича през 1936 година и нацистите го предупреждават да не търси преизбиране. Той обаче успява да запази този пост, като в същото време започва да търси подходящ приемник. Карл Бош го заменя през 1937 година.
През 1938 година Планк празнува 80-годишнината си. През май 1938 г. в Берлин най-накрая е открит Института по физика на обществото на кайзер Вилхелм, за който Планк полага много усилия в продължение на много години. Въпреки съпротивата на представителите на „арийската физика“, по инициатива на новоназначения директор Петър Дебай, институтът е кръстен на името на Макс Планк. На 22 декември 1938 г. подава оставка от поста секретар на Академията. Той все още чете лекции, но почти всички важни позиции в научната област са заети от привърженици на Хитлер.
По време на Втората световна война преди всичко заради бомбардировките той напуска Берлин с жена си и отива да живее на село. През 1942 година пише, че има голямо желание да живее достатъчно дълго, за да види края на тази криза. През 1944 година неговият дом в Берлин е напълно разрушен от бомбардировките, унищожавайки цялата му научна кореспонденция и записки. През същата година синът на Планк, Ервин, е арестуван от Гестапо след опита за убийство на Хитлер от 20 юли. Той е съден и осъден на смърт от Народния съд през октомври 1944 г. Обесен е в берлинския затвор Пльотцензее през януари 1945 година.

### Последни години (1944 – 1947)
Свидетели твърдят, че дори на 85-годишна възраст Макс Планк все още е способен да изкачва 3000 метрови върхове в Алпите. Но след толкова много загуби и трагедии в своя живот, особено след смъртта на любимия му син Ервин в ръцете на Гестапо, Макс Планк губи желанието си за живот.
През пролетта на 1945 г. едва не умира по време на бомбардировката в Касел, където редовно изнася лекции. В края на април имението Рохет, където намира временен подслон, е напълно разрушено. Планк и съпругата му се скриват в гората за известно време, след което в продължение на две седмици живееят с местен млекар. Състоянието на учения е утежнено от артрит на гръбначния стълб, той едва може да ходи. Отведен е в Гьотинген от американски военни, изпратени да спасят стареца по искане на професор Робърт Пол. Тук ученият е принуден да прекара пет седмици в университетска клиника, здравето му се влошава значително в резултат на събитията, които е преживял. Възстановявайки се, Планк се настанява в Гьотинген при племенницата си. Скоро той успява да се върне на работа и да изнася лекции.
През юли 1946 г. Планк посещава Англия, където, като единствен представител на Германия, участва в честването на 300-годишнината от рождението на Исак Нютон. За известно време възрастният физик остава почетен президент на обществото на кайзер Вилхелм, което скоро е преименувано на обществото на Макс Планк (Ото Хан става негов първи президент) със съгласието на учения. В Бон, по време на едно от лекционните си пътувания, 88-годишният Планк се разболява сериозно с двустранна пневмония, но успява да се възстанови. През март 1947 г. провежда последната си лекция пред студенти. Научната общност на Германия се подготвя за тържествата по случай 90-годишнината му, но няколко месеца преди тази кръгла дата ученият умира от инсулт на 4 октомври 1947 г. в Гьотинген. На гроба му е изписано само името му и стойността на константата на Планк.

### Личен живот
Планк се венчава за първата си жена Мари Мерк (1861 – 1909) през март 1887 г. Тя е сестра на училищен сътрудник, и двамата се местят в апартамент под наем в Кил. От нея има четири деца, двама сина – Карл (1888 – 1916) и Ервин (1893 – 1945) и две дъщери-близначки, Ема (1889 – 1919) и Грета (1889 – 1917). След няколко щастливи години, през юли 1909 г. Мари Планк умира, предполага се от туберкулоза. Две години по-късно, през март 1911 г. той се жени за своя племенница, Марга фон Хеслин (1882 – 1948), като от този брак има един син, Херман, роден през през декември 1911 г.
Най-големият му син Карл загива в Първата световна война в битката при Вердюн, а по-малкият, Ервин, е пленен от французите и лежи в затвор. През 1917 година Грета умира при раждане на първото си дете, а две години по-късно същата съдба достига и сестра ѝ Ема. И двете внучки оцеляват и са кръстени на майките си. Вторият му син, Ервин, с който Макс Планк е най-близък, е обвинен в заговор против Хитлер и обесен на 23 януари 1945 година въпреки мобите за помилване от страна на учения. Най-малкият му син, Херман, умира през 1954 г.

## Религиозни възгледи
Планк е член на лутеранската църква в Германия. Въпреки това, той е много толерантен към алтернативните виждания и религии. В лекция от 1937 г., озаглавена „Religion und Naturwissenschaft“, той споменава значението на тези символи и ритуали, свързани пряко със способността на вярващия да боготвори Бог, но и че трябва се има предвид факта, че тези символи представят несъвършена илюстрация на божеството. Той критикува атеизма за това, че си поставя за цел присмиването на такива символи, докато едновременно с това предупреждава за надценяването на значението на такива символи от вярващите.
Той гледа положително на всички религии, но за себе си избира християнството. Той обаче съжалява за църковното изискване за приемане на вярата без съмнения. Например той вярва, че „вярата в чудесата трябва да се огъне постепенно пред бавния и упорит напредък на фактите на науката и тяхното пълно опровержение е безспорно въпрос на време“.
Планк смята, че Бог е вездесъщ и вярва, че „светостта на неразгадаемата божественост се предава чрез светостта на символите“. Той твърди, че атеистите придават твърде много значение на простите символи. Планк е епитроп от 1920 г. до смъртта си. Според него, както науката, така и религията водят „неуморна битка срещу скептицизма и догматизма, срещу неверието и суеверието“.
През 1944 г. Макс Планк заявява: „Като човек, посветил целия си живот на най-трезвата наука, изучаването на материята, мога да ви кажа в резултат на моите изследвания на атомите следното: Не съществува материя сама по себе си. Цялата материя произлиза и съществува само по благоволението на сила, която кара атома да вибрира и държи тази миниатюрна слънчева система на атома заедно. Зад тази сила ние трябва да счетем наличието на осъзнат и интелигентен ум. Този ум е матрицата на цялата материя.“. Планк гледа на учения като на човек на въображението и християнската вяра. Той казва: „Както религията, така и науката изисква вяра в Господ. За вярващите той е в началото, а за физиците той е в края на всички съображение.“.
От друга страна, Планк пише: „... да вярваш значи да считаш за истина, а знанията за природата, постоянно напредващи по неоспоримо безопасен път, правят напълно невъзможно за човек, имащ познания по природни науки, да приеме за истина множеството доклади относно необикновени случки, противоречащи на законите на природата, на чудеса, които все още широко се считат за потвърждение на религиозните доктрини и които преди са се приемали за прости факти без съмнение или критика. Вярата в чудесата трябва стъпка по стъпка да се оттегли пред безпощадно и надеждно прогресиращата наука и не можем да се съмняваме, че рано или късно тя напълно ще изчезне.“.
В по-късните етапи на живота си вижданията на Планк относно Бог са деистични. Например шест месеца преди смъртта му се появява слух, че е приел католицизма, но когато е запитан защо е предприел тази стъпка, той обявява, че макар винаги да е бил религиозен, той не вярва в личностен Бог, камо ли в християнски такъв.

## Публикации
- Über eine Verbesserung der Wienschen Spektralgleichung //  Verhandlungen der Deutschen Physikalischen Gesellschaft 2.   1900a. с. 202 – 204.
- Zur Theorie des Gesetzes der Energieverteilung im Normalspectrum //  Verhandlungen der Deutschen Physikalischen Gesellschaft 2.   1900b. с. 237.
- Entropie und Temperatur strahlender Wärme //  Annalen der Physik 306 (4).   1900c. DOI:10.1002/andp.19003060410. с. 719 – 737.
- Über irreversible Strahlungsvorgänge //  Annalen der Physik 306 (1).   1900d. DOI:10.1002/andp.19003060105. с. 69 – 122.
- Über das Gesetz der Energieverteilung im Normalspektrum //  Annalen der Physik 309 (3).   1901. DOI:10.1002/andp.19013090310. с. 553 – 563.
- Treatise on Thermodynamics.   London, Longmans, Green & Co, 1903.
- Vorlesungen über die Theorie der Wärmestrahlung.   Leipzig, J.A. Barth, 1906.
- The Theory of Heat Radiation. 2.   P. Blakiston's Son & Co., 1914.
- Eight Lectures on Theoretical Physics.   Dover Publications, 1915. ISBN 0-486-69730-4.
- Zur Geschichte der Auffindung des physikalischen Wirkungsquantums //  Naturwissenschaften 31 (14 – 15).   1943. DOI:10.1007/BF01475738. с. 153 – 159.